# Effetto Coolidge
In biologia e psicologia l’effetto Coolidge è il termine che descrive un fenomeno, riscontrabile in quasi tutte le specie dei mammiferi, attraverso il quale i maschi esibiscono un potenziale sessuale rinnovato con l'introduzione di nuovi partner ricettivi.

## Origine del termine
Il termine deriverebbe da una vecchia battuta secondo la quale la moglie del Presidente degli Stati Uniti Calvin Coolidge, in visita a una fattoria sperimentale patrocinata dal governo, notò un gallo che si accoppiava molto frequentemente. Chiedendo al suo accompagnatore quanto spesso avvenisse il fatto le venne risposto “dozzine di volte al giorno”. “Lo dica al signor Coolidge,” replicò la First Lady. Il Presidente, informato della cosa, chiese a sua volta: “Ma ogni volta con la stessa gallina?”. “No,” rispose il contadino, “ogni volta con una gallina diversa”. “Lo dica alla signora Coolidge!” disse il Presidente.

## Prove empiriche
Gli esperimenti originali con i topi seguivano questo protocollo: un topo maschio era messo in una grande scatola insieme a quattro o cinque femmine in calore. Il maschio avrebbe iniziato ad accoppiarsi con tutte le femmine continuando fino allo sfinimento. Sebbene le femmine continuassero a insistere e leccarlo per continuare, il topo non avrebbe risposto. Comunque, se una nuova femmina veniva introdotta nella scatola, il maschio sarebbe diventato vigile e avrebbe trovato la forza di accoppiarsi ancora una volta con il nuovo partner. Questo fenomeno non si limita al Rattus norvegicus, ed è attribuito all'incremento dei livelli di dopamina e il suo susseguente effetto sul sistema limbico.
I maschi umani hanno il periodo refrattario dopo il coito, sono incapaci di copulare con la stessa femmina dopo l'eiaculazione e ci vuole del tempo per recuperare una piena funzione sessuale. Secondo fonti popolari, l'effetto Coolidge è il fenomeno che riduce od elimina il periodo refrattario post-eiaculatorio se un'altra donna diventa disponibile. Questo effetto è citato da biologi evoluzionisti come una ragione del fatto che i maschi sono più inclini a desiderare di accoppiarsi con un più grande numero e varietà di partner rispetto alle femmine.
Mentre l'effetto Coolidge è stato usualmente dimostrato con i maschi, che dimostrano rinnovato eccitamento con una nuova femmina, Lester e Gorzalka hanno sviluppato un modello per stabilire se questo fenomeno si riscontra anche nelle femmine. Con i loro esperimenti, nei quali usarono criceti al posto dei topi, scoprirono che gli stessi effetti sono visibili anche nelle femmine, ma in gradi più ridotti.
Nell'uomo, l'effetto Coolidge è stato identificato come la causa principale della dipendenza da pornografia su Internet, poiché in rete è disponibile gratuitamente una quantità di materiale erotico virtualmente infinita, a differenza di quanto accadeva prima con le videocassette e ancora prima con le sole riviste per adulti.

## Citazioni
La band Avant-garde Give Us Barabba ha argomentato l'Effetto Coolidge all'interno del brano omonimo contenuto nell'album Il Canto del Cigno.